# Cycas apoa
Cycas apoa K.D.Hill, 1994 è una pianta appartenente alla famiglia delle Cycadaceae, endemica della Nuova Guinea.

## Descrizione
È una cicade con fusto eretto, alto sino a  2.5 m.
Le foglie, pennate, lunghe 180–250 cm, sono disposte a corona all'apice del fusto e sono rette da un picciolo lungo 35–60 cm; ogni foglia è composta da numerose paia di sottili foglioline lanceolate, con margine ondulato, lunghe 22–32 cm, di colore verde brillante.
È una specie dioica con esemplari maschili che presentano microsporofilli disposti a formare strobili terminali di forma strettamente ovoidale, di colore rosso-arancio ed esemplari femminili con macrosporofilli) con l'aspetto di foglie pennate di colore arancio, con margine lievemente spinoso, che racchiudono gli ovuli, in numero di 2-8.  
I semi sono grossolanamente ovoidali, lunghi 45–50 mm, ricoperti da un tegumento di colore rosso-arancio.

## Distribuzione e habitat
La specie è distribuita sulla costa settentrionale della Nuova Guinea, dalla penisola di Huon a est, sino al fiume Mamberamo a ovest, nella parte indonesiana dell'isola. 

## Conservazione
La IUCN Red List classifica C. apoa come specie prossima alla minaccia (Near Threatened).

La specie è inserita nella Appendice II della Convention on International Trade of Endangered Species (CITES)